# Buena Vista, Bolivia
Buena Vista är en ort i Bolivia.   Den ligger i provinsen Provincia Ichilo och departementet Santa Cruz, i den centrala delen av landet, 240 km nordost om huvudstaden Sucre. Buena Vista ligger 357 meter över havet och antalet invånare är 4 282.
Terrängen runt Buena Vista är platt. Närmaste större samhälle är Villa Yapacaní, 18,3 km väster om Buena Vista.
Omgivningarna runt Buena Vista är huvudsakligen savann. Runt Buena Vista är det mycket glesbefolkat, med 6 invånare per kvadratkilometer.